# Strombocardeniopsis
Strombocardeniopsis is een geslacht van rechtvleugeligen uit de familie veldsprinkhanen (Acrididae). De wetenschappelijke naam van dit geslacht is voor het eerst geldig gepubliceerd in 1984 door Jago.

## Soorten
Het geslacht Strombocardeniopsis  is monotypisch en omvat slechts de volgende soort:
- Strombocardeniopsis porphyrus (Jago, 1984)